# محمية رأس الشجر
محمية رأس الشجر هي محمية في سلطنة عُمان تقع في المنطقة الواقعة بين ساحل ضباب وفنس بجنوب شرق مدينة قريات، وتتعمق إلى القرى الجبلية بالقرب من قرية عمق، ويمكن الوصول إليها عبر الطريق السريع الذي يربط ولاية قريات بولاية صور، وهي عبارة عن رأس جبلي ممتد من الجبال حتى شاطئ البحر، يتميز بكثافة الأشجار، ولهذا أطلق عليه رأس الشجر.

## الوصف
تصل مساحة محمية رأس الشجر 93,7 كيلو متر مربع، ويشرف عليها مكتب حفظ البيئة بديوان البلاط السلطاني منذ عام 1985م. وهي ذات تضاريس متباينة؛ حيث تجمع بين السهول المنبسطة، والجبال الشاهقة، والمنحدرات والجروف الصخرية، والأودية العميقة، والشعاب الفيضية، والمسطحات الساحلية،
والشواطئ الرملية والحصوية والجبيلة.
وتتميز محمية رأس الشجر بغطاء نباتي متنوع، ومن أهم الأشجار شجر السمر. وتضم أعدادا من حيوان الغزال والوعل العربي، بالإضافة إلى حيوان الوشق والقط البري والثعلب الأحمر والأرنب والقنفذ البري، وكذلك الذئاب والضباع، وغيرها من الحيوانات البرية.
كما تتكاثر فيها العديد من الطيور النادرة كالحبارى والصفارد(السمان)، والقطا، والحمام الجبلي والعغاد، والحجل العربي، والصقور، والنسور، والعقبان، والبيزان، وغيرها من الطيور البحرية والبرية المستوطنة والمهاجرة، بالإضافة إلى أنواع مختلفة من الزواحف والحشرات والمكونات الدقيقة. وهي منطقة سياحية.